# Huskvarna kyrka
Huskvarna kyrka är en röd träkyrka i Huskvarna. Den är församlingskyrka i Huskvarna församling i Växjö stift.
Huskvarna kyrka byggdes 1907–1908 efter ritningar av byggnadsingenjören på Husqvarna Vapenfabriks AB, Birger Damstedt. Den togs i bruk i november 1908 av invånarna i den 1907 bildade köpingen och församlingen. Invigningen ägde rum i juni 1910, året innan Huskvarna blev stad.

## Kyrkobyggnaden
Kyrkan är byggd i en nationalromantisk stil och efterliknar de norska stavkyrkorna, med den skillnaden att man här använt liggande timmer. Kostnaden för kyrkobygget uppgick till 43 743 kr, varav direktör Wilhelm Tham bidrog med 25 000 kr, ett belopp han 1902 fått som gåva av Husqvarna Vapenfabriks AB vid sitt 25-årsjubileum som chef. Arbetet enligt Birger Damstedts ritningar utfördes också av anställda vid fabriken, och det var helt följdriktigt Wilhelm Tham som 1908 stod för överlämnandet.  
Man hade fram till dess som kyrkolokal använt ett gammalt krutmagasin på fabriken, ett som efter ombyggnad fungerat som kapell och längre tillbaka använts som skollokal. Huskvarnaborna hörde tidigare till Hakarps landskommun och församling. Som en kuriositet kan nämnas, att den som föddes 1907 kunde noteras i födelseboken för såväl Hakarps som Huskvarna församling.[källa behövs]

## Inventarier
- Dopfunt i koppar ritad av arkitekt Göran Pauli och tillverkad 1930 av A W Borg, Jönköping.
- Triumfkrucifix utfört av skulptören C O Aven, Stockholm.
- Triptyk med motivet Kristi uppståndelse, utförd 1946 av konstnären Edward Berggren.
- Predikstol utförd 1930 av bildhuggaren Osse Osbäck.
- Öppen bänkinredning.

## Orgeln
- Kyrkans första orgel byggdes 1915 av Åkerman & Lund, Sundbybergs köping och hade 19 stämmor.
- Orgeln är byggd 1969 av Bruno Christensen & Sönner, Tinglev, Danmark. Den har fasta och fria kombinationer. Fasaden är ny och den har mekanisk traktur och elektrisk registratur.

| Ryggpositiv I       | Huvudverk II       | Öververk III      | Pedal                  | Koppel |
| Trägedackt 8´       | Borduna 16´        | Gedackt 8´        | Subbas 16'             | II/P   |
| Principal 4´        | Principal 8´       | Kvintadena 8´     | Oktava 8'              | III/P  |
| Gedacktflöjt 4´     | Rörflöjt 8´        | Rörflöjt 4´       | Gedackt 8'             | I/II   |
| Spetsflöjt 2´       | Spetsgamba 8'      | Principal 2´      | Italiensk principal 4' | III/II |
| Nasat 1 1/3'        | Oktava 4'          | Cymbel 2 chor     | Nachthorn 2'           | I 4'/P |
| Sesquialtera 2 chor | Traversflöjt 4'    | Regal 16'         | Rauschkvinta 4 chor    |        |
| Scharf 3-4 chor     | Spetskvinta 2 2/3' | Skalmeja 8'       | Fagott 16'             |        |
| Krumhorn 8'         | Oktava 2'          | Tremulant         | Trumpet 8'             |        |
| Tremulant           | Mixtur 5 ch        | Crescendosvällare |                        |        |
|                     | Trumpet 8'         |                   |                        |        |

- Kororgeln är byggd 1969 av Bruno Christensen & Sönner, Tinglev, Danmark. Orgeln är mekanisk.

| Manual       |
| Gedackt 8’   |
| Rörflöjt 4’  |
| Principal 2’ |
| Nasat 1 1⁄3’ |